# Championa westcotti
Championa westcotti är en skalbaggsart som beskrevs av Noguera och Chemsak 1997. Championa westcotti ingår i släktet Championa och familjen långhorningar. Inga underarter finns listade i Catalogue of Life.